# (464118) 2014 WC468
(464118) 2014 WC468 es un asteroide perteneciente al cinturón de asteroides, descubierto el 6 de febrero de 2007 por el equipo Spacewatch desde el Observatorio Nacional de Kitt Peak (Arizona, Estados Unidos).